# دادگاه تجدیدنظر (انگلستان و ولز)
دادگاه تجدیدنظر (انگلستان و ولز) (انگلیسی: Court of Appeal) به اختصار "CA", "EWCA" یا"CoA" خوانده می‌شود پس از دیوان عالی پادشاهی متحده بالاترین نهاد قضایی در انگلستان و ولز است این دادگاه در ۱۸۷۵ بنا شده است و متشکل از ۳۹ لرد و لیدی است این دادگاه متشکل از دو شعبه حقوقی و کیفری است و به تجدیدنظر خواهی از رای مراجع بدوی می‌پردازد قانون دسترسی به عدالت ۱۹۹۹ و قانون آیین دادرسی مدنی ۱۹۹۸ ساختار رسیدگی در این دادگاه را سامان می‌دهند.